# Kate Sanborn

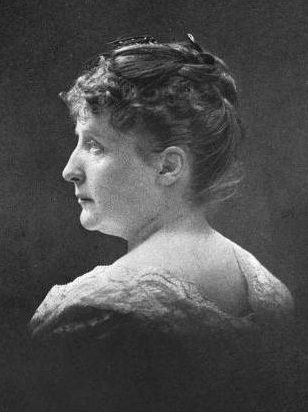
Kate Sanborn, Fotografie, nach 1900

Katherine Abbott Sanborn, in ihren Veröffentlichungen Kate Sanborn, (* 11. Juli 1839 in Hanover, New Hampshire; † 9. Juli 1917 in Medway, Norfolk County, Massachusetts) war eine US-amerikanische Autorin, Lehrerin, Dozentin und Vortragsrednerin. Sanborn, die auch als Rezensentin, Sammlerin und Landwirtin tätig war, war berühmt für ihre Kochkünste und ihre Haushaltsführung.

## Leben
Sanborn wurde 1839 als Tochter des Pädagogen Edwin David Sanborn geboren, der fast fünfzig Jahre lang den Lehrstuhl für Latein und englische Literatur am Dartmouth College innehatte. 1859 nahm er die Lateinprofessur und die Präsidentschaft der Washington University in St. Louis an und kehrte vier Jahre später auf den Lehrstuhl für Rhetorik und Literatur in Dartmouth zurück, den er bis zu seinem Rückzug aus dem aktiven Dienst innehatte. Ihre Mutter war Mary Ann (Webster) Sanborn aus Boscawen, New Hampshire, eine Nachfahrin des in den Unabhängigkeitskriegen aktiven Captain Ebenezer Webster und Großnichte von Daniel Webster.
Sanborn wurde fast ausschließlich zu Hause von ihrem Vater unterrichtet, in Mathematik erhielt sie Nachhilfeunterricht. Auf dem Lateinunterricht, der im Alter von acht Jahren begann, lag ein Schwerpunkt und besondere Aufmerksamkeit wurde der Sprache der Übersetzungen in schriftlicher und mündlicher Form gewidmet. Sanborn entwickelte Sprachgefühl und ein ausgezeichnetes Gedächtnis. Außerdem vermittelte der Vater ihr die Leidenschaft für einen interessanten und durchdachten Unterricht.
Mit elf Jahren verdiente sie sich 3 US-Dollar für eine kleine Geschichte, die ihr Vater an die Kinderzeitung Well-Spring schickte, aber mit siebzehn Jahren konnte sie bereits von ihren schriftlichen Arbeiten leben.
Sie erbte die Liebe zum Unterrichten und begann diese Tätigkeit im Haus ihres Vaters, ging dann mit ihm nach St. Louis, Missouri, wo sie am Mary Institute unterrichtete, mit einem Gehalt von 500 US-Dollar pro Jahr, worauf sie sehr stolz war. Danach unterrichtete sie Rhetorik am Packer Collegiate Institute in Brooklyn, und zwar so gut, dass Henry Ward Beecher sagte: „There used to be a few prize pumpkins here, but now each pupil is doing good work.“ Gleichzeitig hielt sie in jeder Saison rund zwanzig Vorträge in New York City zu Themen wie Bachelor Authors, Punch as a Reformer, Literary Gossips, Spinster Authors of England und andere. Sie hielt öffentliche Vorträge, zu Beginn im Salon ihrer Freundin Anne Lynch Botta, über Literaturgeschichte und verwandte Themen.
In den Anfängen des Smith College unterrichtete sie englische Literatur, und hier schuf sie die Round Table Series of Literature, die veröffentlicht und von vielen Lehrern verwendet wurde. Während ihrer drei Jahre am Smith College hielt Sanborn Vorträge in Springfield, Massachusetts, im Haus von Anice Potter Terhune, und in vielen Städten in der Nähe des Colleges. Als sie das Smith verließ, begab sie sich auf eine erfolgreiche Vortragsreise.
Nach ihrer Rückkehr begann Sanborn, in New York City zu unterrichten und Vorträge zu halten, zunächst im Wohnzimmer von Edith Minturn Stokes, bis sie in die Räume der Young Women’s Christian Association und schließlich in die Räume der Kirche von Howard Crosby umzog und dort vor einem dicht gedrängten Publikum sprach. Über ihre Arbeit wurde wöchentlich in der Tribune, World, Sun und Times berichtet. Mehrere Jahre lang rezensierte sie Bücher für das Club Room Department in The Galaxy. Josiah Gilbert Holland übertrug ihr das Bric-à-Brac Department in Scribner’s Magazine, und zu dieser Zeit traf sie sich jede Woche mit einer Klasse verheirateter Frauen, um neue Bücher zu besprechen. In der Zwischenzeit war sie eine beliebte, als unprätentiös und humorvoll beschriebene Teilnehmerin am gesellschaftlichen und literarischen Leben New Yorks.
Sanborn war die Begründerin der Current Event-Vorlesungen in vielen Literaturclubs, die in vielen Städten der Vereinigten Staaten in Form von Current Topics-Vorlesungen üblich wurden. Sie schrieb über 40 solcher Vorlesungen, aber zu ihren bekanntesten Werken gehören Adopting an Abandoned Farm und Abandoning an Adopted Farm, Witty Records ihrer originellen Ideen für die Landwirtschaft, die sie auf einer verlassenen Farm in der Nähe von Boston in die Tat umgesetzt hatte. Einige ihrer anderen Bücher waren Home Pictures of English Poets, A Truthful Woman in Southern California, Vanity and Insanity; Shadows of Genius, Purple and Gold, Grandmother’s Garden und My Literary Zoo. Sie war maßgeblich an der Zusammenstellung und Veröffentlichung eines wertvollen historischen Werks über New Hampshire beteiligt.
1885 veröffentlichte sie eine Anthologie mit dem Titel The Wit of Women als Antwort auf die in literarischen Kreisen geführte Debatte über die Frage, ob Frauen einen Sinn für Humor hätten. Obwohl sie anfangs Schwierigkeiten hatte, humorvolle Texte von Frauen zu finden, da solche Werke zu jener Zeit kaum in Anthologien veröffentlicht wurden, war das Buch, das sie schließlich zusammenstellte, so erfolgreich, dass es mehrfach nachgedruckt wurde.
Sanborn schrieb Rezensionen für das National Magazine. Sie gab auch Kalender und Ferienbücher heraus. Kalender waren ihre Freizeitbeschäftigung. Our Calendar enthielt zu jedem Datum ein paar Zeilen eines amerikanischen Autors. Außerdem entwarf sie die Kalender Cupid's, Children's, Sunshine, Rainbow, Starlight und Indian Summer.
Sie lebte mit ihrer Schwester, der verheirateten Mrs. Paul Babcock, in Montclair, New Jersey, oder in New York City, jeweils einen Teil des Winters; ihr Zuhause war jedoch Breezy Meadows in Metcalf, Massachusetts, wo sie eine verlassene Farm „adoptierte“, die sie später für eine Farm nur eine kurze Strecke weiter, auf der gegenüberliegenden Seite der Straße, aufgab, wo sie sich der Landwirtschaft, der Gastfreundschaft und der Schriftstellerei widmete.
Sanborn war die erste Präsidentin der New Hampshire's Daughters, einer Vereinigung von Frauen, die in New Hampshire geboren wurden, aber in Massachusetts und New Hampshire lebten.
Sanborn wurde auf dem Dartmouth College Cemetery in Hanover im Familiengrab beerdigt. Ihre nachgelassenen Papiere werden von den Smith College Libraries aufbewahrt.
In dem 1904 erschienenen Band Representative Women of New England schreiben die Herausgeberinnen über ihren Schreibstil: „There is nothing tempestuous or gusty about her composition, yet it is full of anecdote, spirit, wit – keen thrusts in plenty, but without spite, worded to a nicety, but never shorn of strength.“

## Werke (Auswahl)
- Home Pictures of English Poets, for Fireside and Schoolroom (1869)
- Grandma's Garden, with Many Original Poems (1882)
- Kate Sanborn's Literature Lessons (1882)
- Purple and Gold (1882)
- Year of Sunshine (1884)
- Wit of Women (1885)
- Vanity and Insanity of Genius (1886)
- Adopting an Abandoned Farm (1891)
- Truthful Woman in Southern California (1893)
- Abandoning an Adopted Farm (1894)
- My Literary Zoo (1896)
- Starlight Calendar (1898)
- My Favorite Lectures of Long Ago, for Friends Who Remember (1898)
- Tact, and Other Essays (1899)
- Old Time Wall Papers (1905)
- Hunting Indians in a Taxi-cab (1911)
- Memories and Anecdotes (1915)
- Educated Dogs of To-day (1916)